# Tony Taffin
Pour les articles homonymes, voir Taffin.
Tony Taffin, né Pierre Taffin est un acteur français né le 19 mai 1917 à Paris et mort le 1er janvier 1995 en Côte d'Ivoire

## Filmographie partielle
- 1949 : Un certain monsieur d'Yves Ciampi
- 1958 : En votre âme et conscience, épisode : Un combat singulier ou l'Affaire Beauvallon de Jean Prat
- 1963 : Le Feu follet de Louis Malle
- 1966 : Paris brûle-t-il ? de René Clément
- 1968 : Ho ! de Robert Enrico
- 1970 : Lancelot du Lac de Claude Santelli (TV)
- 1973 : Le Fils de Pierre Granier-Deferre
- 1976 Le Jardin des supplices, de Christian Gion.
- 1978 : Le Sucre de Jacques Rouffio